# Tretji dan
Tretji dan je krščanska revija za duhovnost in kulturo, ki jo je izdajal Medškofijski odbor za mladino, založnik pa je bilo društvo SKAM - Skupnost katoliške mladine. Pod tem imenom je izhajala od leta 1984, ko se je na predlog Lojzeta Peterleta v Tretji dan preimenoval dotedanji Bilten študentskih verskih skupin, ki je izhajal od leta 1971. 21. februarja 2019 je bila sprejeta odločitev o ukinitvi SKAM, kar je posledično potegnilo za seboj tudi ukinitev revije. Leta 2022 je izdajatelj in založnik obnovljene revije postala Teološka fakulteta. 
Iz preproste razmnoženine, ki je prinašala pretežno obvestila o dogodkih, povezanih s študentsko pastoralo v Ljubljani, se je razvila ena najuglednejših in najbolj razširjenih humanističnih revij na Slovenskem. S svojim sodelovanjem jo je zaznamovala vrsta slovenskih sodobnih krščanskih mislecev. Za razvoj revije so bili poleg odgovornih urednikov pomembni še Milan Knep, Gorazd Kocijančič, Robert Petkovšek, Ivo Kerže, Maksimilijan Matjaž in drugi.

### Uredniki
- 1971-1983: Rudi Koncilja
- 1983-1986: Matjaž Puc
- 1986-1990: Lojze Peterle
- 1990-1992: Marjana Lavrič
- 1992-1994: Jože Kurinčič
- 1994-1996: Matija Ogrin
- 1997-2000: Anton Jamnik
- 2001-2003: Igor Bahovec
- 2004-2006: Andrej Marko Poznič (v.d.)
- 2006-2011: Lenart Rihar
- 2011-2017: Aleš Maver
- 2017-2019: Leon Jagodic
- 2022-: Jonas Miklavčič